# Rose Leslie
Rose Eleanor Arbuthnot-Leslie (Aberdeen, 9 de febrero de 1987), más conocida como Rose Leslie,  es una actriz Escocesa.
Reconocida por interpretar a Ygritte en la serie Game of Thrones, a Gwen en Downton Abbey y a Maia en The Good Fight.

## Primeros años
Estudió en la Millfield School, y, posteriormente, se graduó en la London Academy of Music and Dramatic Art, donde se graduó en un Bachelor of Arts.

## Carrera
Rose hizo su debut en 2009 con la serie de televisión New Town, en el papel de Rhian. Este trabajo le valió un BAFTA, por mejor actriz revelación - nuevos talentos 2009.
También trabajó en el teatro, donde subió a los escenarios del The Globe en septiembre de 2010 con la obra de Nell Leyshon Bedlam.
Sin embargo, su papel más reconocido le llegó con el de la segunda doncella, Gwen Dawson, en la popular serie de televisión británica Downton Abbey. Su personaje trabajó en el total de los siete capítulos de la primera temporada de la serie de ITV.
Tuvo un pequeño papel en la película Now Is Good, adaptación de la novela Before I Die de Jenny Downham en 2012, interpretando a Fiona. Después de eso, consiguió interpretar Honeymoon junto a Harry Treadaway, encarnando a Bea.
Ese mismo año, comenzó su andadura en la aclamada serie de HBO Game of Thrones. En ésta, interpretó a Ygritte, una salvaje del norte y amante de Jon Nieve, papel interpretado por Kit Harington, el cual es su pareja actualmente. Terminó de rodar en 2014, estando por lo tanto tres temporadas y 17 episodios. También ha participado en la segunda temporada de la serie británica Utopía interpretando a la joven agente del MI5 Milner.
También interpretó a Maia Rindell, protagonizando junto a Christine Baranski y Cush Jumbo la serie The Good Fight de CBS All Access, el spin-off de The Good Wife.

## Vida personal
En 2016, Leslie confirmó su relación amorosa con Kit Harington quien había sido su compañero de reparto en Game of Thrones. En 2017, se comprometió con él. El 23 de junio de 2018, Kit y Rose se casaron en el castillo familiar de Wardhill. Tienen un hijo nacido en febrero de 2021 y una hija nacida en julio de 2023.

## Filmografía

### Cine
| 2012 | Now is Good           | Fiona          |
| 2014 | Honeymoon             | Bea            |
| 2015 | The Last Witch Hunter | Chloe          |
| 2016 | The Last Dance        | Athena         |
| 2016 | Morgan                | Dr. Amy Menser |
| 2022 | Death on the Nile     | Louise Bourget |

### Televisión
| 2008      | Banged Up Abroad         | Kim                   | Episodio: "Lima"                           |
| 2009      | New Town                 | Rhian                 | Película para televisión                   |
| 2010      | Downton Abbey            | Gwen Dawson           | 8 episodios                                |
| 2011      | Case Histories           | Laura Wyre            | 2 episodios                                |
| 2012      | Vera                     | Lena Holgate          | Episodio: "La Posición Santo"              |
| 2012-2014 | Game of Thrones          | Ygritte               | 17 episodios                               |
| 2014      | Blandings                | Niagra Donaldson      | Episodio: "Custodia de la calabaza"        |
| 2014      | Utopía                   | Joven Milner          | Episodio # 2.1                             |
| 2014      | The Great Fire           | Sarah Farriner        | 4 episodios                                |
| 2015      | Luther                   | DS Emma Lane          | 2 episodios                                |
| 2016      | Revolting Rhymes         | Red Riding Hood (voz) | 2 episodios                                |
| 2017-2019 | The Good Fight           | Maia Rindell          | 23 episodios                               |
| 2019      | Saturday Night Live      | Ella misma            | Episodio: "Kit Harington / Sara Bareilles" |
| 2021      | Vigil                    | Kristen Longacre      | Miniserie                                  |
| 2022      | The Time Traveler's Wife | Clare                 | Principal                                  |

| 2010 | Bedlam |  | Teatro Global |

## Premios y nominaciones
| Año  | Premio                                     | Categoría                                                       | Trabajo         | Resultado | Ref.  |
| ---- | ------------------------------------------ | --------------------------------------------------------------- | --------------- | --------- | ----- |
| 2009 | British Academy Scotland New Talent Awards | Mejor Actuación                                                 | New Town        | Ganadora  |       |
| 2013 | Premios del Sindicato de Actores           | Mejor reparto de televisión - Drama (compartida con el casting) | Game of Thrones | Nominada  | [ 7 ] |